# Habrovany (ort i Tjeckien, Södra Mähren)
Habrovany är en ort i Tjeckien.   Den ligger i regionen Södra Mähren, i den östra delen av landet, 200 km sydost om huvudstaden Prag. Habrovany ligger 312 meter över havet och antalet invånare är 753.
Terrängen runt Habrovany är platt åt sydost, men åt nordväst är den kuperad. Runt Habrovany är det ganska tätbefolkat, med 124 invånare per kvadratkilometer. Närmaste större samhälle är Vyškov, 10,1 km nordost om Habrovany. Trakten runt Habrovany består till största delen av jordbruksmark.